# Saison 5 de Nashville
Chronologie
Saison 4 Saison 6
Cet article présente les épisodes de la cinquième saison de la série télévisée américaine Nashville.

## Généralités
- Le 12 mai 2016, la série a été annulée par le réseau ABC[1]. Le 10 juin 2016, un accord est conclu avec CMT et Hulu afin de reprendre la série[2].
- Au Canada, elle sera diffusée sur W Network[3].
- Elle est inédite dans les pays francophones.

## Synopsis
La série suit une chanteuse country légendaire en déclin, Rayna James. Ses producteurs lui offrent de se joindre à la tournée de Juliette Barnes, jeune et sexy, la nouvelle sensation du country. Mais Rayna refuse, et les conflits s'installent.

## Distribution

### Acteurs principaux
- Connie Britton (VF : Emmanuèle Bondeville) : Rayna Jaymes (épisodes 1 à 11)
- Hayden Panettiere (VFB : Mélanie Dermont) : Juliette Barnes
- Charles Esten (VFB : Erwin Grünspan) : Deacon Claybourne
- Clare Bowen (VFB : Sophie Frison) : Scarlett O'Connor
- Sam Palladio (VFB : Alexis Flamant) : Gunnar Scott
- Chris Carmack (VFB : Marc Weiss) : Will Lexington
- Jonathan Jackson (VFB : Pierre Le Bec) : Avery Barkley
- Lennon Stella : Maddie Conrad
- Maisy Stella : Daphne Conrad
- Cameron Scoggins : Zach Welles[4] (principal dès l'épisode 12, récurrent auparavant)

### Acteurs récurrents
- David Alford : Bucky Dawes, manager de Rayna
- Ed Amatrudo : Glenn Goodman, manager de Juliette
- Kourtney Hansen (en) (VFB : Maia Baran) : Emily, assistante de Juliette
- Kyle Dean Massey (en) : Kevin Bicks
- Scott Reeves : Noel Laughlin

### Acteurs secondaires et invités
- Rhiannon Giddens : Hanna « Hallie » Jordan[5]
- Jen Richards : Allyson Del Lago[6]
- Murray Bartlett : Jakob Fine[7]
- Joseph David-Jones : Clay[8]
- Bridgit Mendler : Ashley Wilkenson[9]
- Christian Coulson : Damien George[10]
- Will Chase (VFB : Frédéric Meaux) : Luke Wheeler[11]
- Rachel Bilson : Alyssa Greene[12]
- Kaitlin Doubleday : Jessie Caine[12]
- Odessa Adlon : Liv[4]
- Jeffrey Nordling : Brad Maitland[4]
- Katrina Norman : Polly[13]

## Liste des épisodes

### Épisode 1:Chantez, maintenant
- États-Unis /  Canada : 15 décembre 2016 sur CMT[14] & Hulu / W Network
- France : 15 décembre 2017 sur Série Club

- États-Unis :  :
  - 422 000 téléspectateurs (CMT seulement)
  - 1,742 million de téléspectateurs[15] (CMT+MTV+VH1+Nickelodeon+TV Land, première diffusion)

### Épisode 2:L'être aimé
- États-Unis /  Canada : 5 janvier 2017 sur CMT[16] & Hulu / W Network
- France : 15 décembre 2017 sur Série Club

- États-Unis : 1,203 million de téléspectateurs[17] (première diffusion)

### Épisode 3:Du bon pied
- États-Unis /  Canada : 12 janvier 2017 sur CMT & Hulu / W Network
- France : 15 décembre 2017 sur Série Club

- États-Unis : 1,109 million de téléspectateurs[18] (première diffusion)

### Épisode 4:Garder la foi
- États-Unis /  Canada : 19 janvier 2017 sur CMT & Hulu / W Network
- France : 22 décembre 2017 sur Série Club

- États-Unis : 963 000 téléspectateurs[19] (première diffusion)

### Épisode 5:Scarlett et Gunnar font un clip
- États-Unis /  Canada : 26 janvier 2017 sur CMT & Hulu / W Network
- France : 22 décembre 2017 sur Série Club

- États-Unis : 932 000 téléspectateurs[20] (première diffusion)

### Épisode 6:La paix intérieure
- États-Unis /  Canada : 2 février 2017 sur CMT & Hulu / W Network
- France : 22 décembre 2017 sur Série Club

- États-Unis : 750 000 téléspectateurs[21] (première diffusion)

### Épisode 7:Mon amour d'ouragan
- États-Unis /  Canada : 9 février 2017 sur CMT & Hulu / W Network
- France : 29 décembre 2017 sur Série Club

- États-Unis : 771 000 téléspectateurs[22] (première diffusion)

### Épisode 8:Ne me quitte pas
- États-Unis /  Canada : 16 février 2017 sur CMT & Hulu / W Network
- France : 29 décembre 2017 sur Série Club

- États-Unis : 832 000 téléspectateurs[23] (première diffusion)

### Épisode 9:Sans lendemain
- États-Unis /  Canada : 23 février 2017 sur CMT & Hulu / W Network
- France : 29 décembre 2017 sur Série Club

- États-Unis : 929 000 téléspectateurs[24] (première diffusion)

### Épisode 10:Derniers adieux
- États-Unis /  Canada : 2 mars 2017 sur CMT & Hulu / W Network
- France : 5 janvier 2018 sur Série Club

- États-Unis : 1,123 million de téléspectateurs[25] (première diffusion)

### Épisode 11:New York New York
- États-Unis /  Canada : 9 mars 2017 sur CMT & Hulu / W Network
- France : 5 janvier 2018 sur Série Club

- États-Unis : 965 000 téléspectateurs[26] (première diffusion)

### Épisode 12:Se remettre en selle
- États-Unis /  Canada : 1er juin 2017[28] sur CMT & Hulu / W Network
- France : 5 janvier 2018 sur Série Club

- États-Unis : 780 000 téléspectateurs[29] (première diffusion)

### Épisode 13:Sur le bon chemin
- États-Unis /  Canada : 8 juin 2017 sur CMT & Hulu / W Network
- France : 12 janvier 2018 sur Série Club

- États-Unis : 694 000 téléspectateurs[30] (première diffusion)

### Épisode 14:Croire en soi
- États-Unis /  Canada : 15 juin 2017 sur CMT & Hulu / W Network
- France : 12 janvier 2018 sur Série Club

- États-Unis : 753 000 téléspectateurs[31] (première diffusion)

### Épisode 15:Tout pour la musique
- États-Unis /  Canada : 22 juin 2017 sur CMT & Hulu / W Network
- France : 12 janvier 2018 sur Série Club

- États-Unis : 727 000 téléspectateurs[32] (première diffusion)

### Épisode 16:Chassez le naturel...
- États-Unis /  Canada : 29 juin 2017 sur CMT & Hulu / W Network
- France : 12 janvier 2018 sur Série Club

- États-Unis : 777 000 téléspectateurs[33] (première diffusion)

### Épisode 17:Espoir déçu
- États-Unis /  Canada : 6 juillet 2017 sur CMT & Hulu / W Network
- France : 19 janvier 2018 sur Série Club

- États-Unis : 710 000 téléspectateurs[34] (première diffusion)

### Épisode 18:Nuit éclatante
- États-Unis /  Canada : 13 juillet 2017 sur CMT & Hulu / W Network
- France : 19 janvier 2018 sur Série Club

- États-Unis : 631 000 téléspectateurs[35] (première diffusion)

### Épisode 19:Cœurs brisés
- États-Unis /  Canada : 20 juillet 2017 sur CMT & Hulu / W Network
- France : 19 janvier 2018 sur Série Club

- États-Unis : 718 000 téléspectateurs[36] (première diffusion)

### Épisode 20:Retour aux sources
- États-Unis /  Canada : 27 juillet 2017 sur CMT & Hulu / W Network
- France : 26 janvier 2018 sur Série Club

- États-Unis : 724 000 téléspectateurs[37] (première diffusion)

### Épisode 21:Le prix à payer
- États-Unis /  Canada : 3 août 2017 sur CMT & Hulu / W Network
- France : 26 janvier 2018 sur Série Club

- États-Unis : 744 000 téléspectateurs[38] (première diffusion)

### Épisode 22:Famille, je vous aime
- États-Unis /  Canada : 10 août 2017 sur CMT & Hulu / W Network
- France : 26 janvier 2018 sur Série Club

- États-Unis : 683 000 téléspectateurs[39] (première diffusion)